# 四国大学吹奏楽部
四国大学吹奏楽部（しこくだいがくすいそうがくぶ、Shikoku University Symphonic Band）は、日本のアマチュア吹奏楽団。四国大学に属する吹奏楽クラブである。2021年時点で全日本吹奏楽コンクールに5回出場している。

## 歴史
- 1985年 四国大学吹奏楽クラブとして第1回定期演奏会を開催
- 1999年 吹奏楽コンクール四国大会に初出場
- 2016年 全日本吹奏楽コンクールに初出場[1]（指揮:楫完治）
- 2017年 四国大会で初の金賞受賞、全日本吹奏楽コンクールに2年連続出場 [2]
- 2018年 全日本吹奏楽コンクールに3年連続出場

## コンクールの成績
| 年   | 指揮者   | 課題曲                                          | 自由曲                                                      | 賞                  |
| ---- | -------- | ----------------------------------------------- | ----------------------------------------------------------- | ------------------- |
| 1999 | 木村浩二 | I:マーチ・グリーン・フォレスト 内藤淳一         | 「法華鏡からの三つの啓示」より III.平和の悦び A.リード      | 四国大会:銀賞       |
| 2000 | 木村浩二 | Ⅳ:吹奏楽のための序曲 坂田雅弘                   | ウィンズ・オブ・フェイン フェイガン                         | 四国大会:銀賞       |
| 2001 | 木村浩二 | II:平和への行列 戸田顕                          | 狂詩曲「スペイン」 シャブリエ／カイエ編                     | 四国大会:銅賞       |
| 2002 | 木村浩二 | II:追想 ～ある遠い日の～ 岡田宏                 | 喜歌劇《メリー・ウィドウ》セレクション レハール／鈴木英史編 | 四国大会:銀賞       |
| 2003 | 木村浩二 | Ⅳ:マーチ「ベスト・フレンド」 松浦伸吾           | 歌劇《雪娘》より 軽業師の踊り リムスキー=コルサコフ／淀彰編 | 四国大会:銀賞       |
| 2004 | 木村浩二 | I:吹奏楽のための「風之舞」 福田洋介             | ルーマニア民俗舞曲 バルトーク／後藤洋編                     | 四国大会:銅賞       |
| 2005 | 木村浩二 | Ⅳ:サンライズマーチ 佐藤俊介                     | アイヴァンフォー アッペルモント                             | 四国大会:銀賞       |
| 2006 | 木村浩二 | Ⅳ:海へ... 吹奏楽の為に 三澤慶                   | 「ガリヴァー旅行記」より II、III、Ⅳ アッペルモント          | 四国大会:銅賞       |
| 2007 | 木村浩二 | II:コンサートマーチ「光と風の通り道」 栗栖健一  | チェイサー 天野正道                                         | 四国大会:銅賞       |
| 2008 | 楫完治   | I:ブライアンの休日 内藤淳一                     | 吹奏楽のための音詩「輝きの海へ」 八木澤教司                 | 県大会:銀賞         |
| 2012 | 楫完治   | II:よろこびへ歩きだせ 土井康司                  | shaft 〜一筋の光〜 成田勤                                   | 四国大会:銅賞       |
| 2013 | 楫完治   | II:祝典行進曲「ライジング・サン」 白岩優拓      | 柳絮の舞 福島弘和                                           | 四国大会:銅賞       |
| 2014 | 楫完治   | III:「斎太郎節」の主題による幻想 合田佳代子     | アンティフォナーレ ネリベル                                 | 四国大会:銀賞       |
| 2016 | 楫完治   | I:マーチ・スカイブルー・ドリーム 矢藤学         | 吹奏楽のための《抒情的「祭」》 伊藤康英                     | 四国大会:銀賞(代表) |
| 2016 | 楫完治   | I:マーチ・スカイブルー・ドリーム 矢藤学         | 吹奏楽のための《抒情的「祭」》 伊藤康英                     | 全国大会:銅賞       |
| 2017 | 益田郁夫 | Ⅳ:マーチ「春風の通り道」 西山知宏               | ロード・タラモア ヴィトロック                               | 四国大会:金賞(代表) |
| 2017 | 益田郁夫 | Ⅳ:マーチ「春風の通り道」 西山知宏               | ロード・タラモア ヴィトロック                               | 全国大会:銅賞       |
| 2018 | 益田郁夫 | II:マーチ・ワンダフル・ヴォヤージュ 一ノ瀬季生  | サン=サーンス「交響曲第3番」の主題による交響的変容 スパーク | 四国大会:金賞(代表) |
| 2018 | 益田郁夫 | II:マーチ・ワンダフル・ヴォヤージュ 一ノ瀬季生  | サン=サーンス「交響曲第3番」の主題による交響的変容 スパーク | 全国大会:銅賞       |
| 2019 | 小川一彦 | I:「あんたがたどこさ」の主題による幻想曲 林大地 | ローザのための楽章 キャンプハウス                           | 四国大会:金賞(代表) |
| 2019 | 小川一彦 | I:「あんたがたどこさ」の主題による幻想曲 林大地 | ローザのための楽章 キャンプハウス                           | 全国大会:銅賞       |
| 2021 | 小川一彦 | Ⅳ:吹奏楽のための「エール・マーチ」 宮下秀樹     | 鳳凰が舞う ～印象、京都 石庭 金閣寺 真島俊夫                | 四国大会:金賞(代表) |
| 2021 | 小川一彦 | Ⅳ:吹奏楽のための「エール・マーチ」 宮下秀樹     | 鳳凰が舞う ～印象、京都 石庭 金閣寺 真島俊夫                | 全国大会:銅賞       |